# Charles Horton Peck
Charles Horton Peck (n. 30 martie 1833, Sand Lake, Comitatul Rensselaer, New York – d.  11 iulie 1917, Albany a fost unul din cei mai cunoscuți micologi americani, New York State Botanist, care a descris peste 2700 de specii de ciuperci din America de Nord, dar si desenator precum ilustrator. Abrevierea numelui său în cărți științifice este Peck.

## Familie
Un strămoș, Henry Peck, a emigrat din Anglia la New Haven, Connecticut. În 1794, străbunicul savantului Eleazer Peck s-a mutat de la Farmington, Connecticut la Sand Lake, NY, atras de posibilitatea prelucrării cherestelei de stejar și a comercializării ei la Albany. Pentru acest scop a întreținut o moară de apă. Părinții lui au fost Joel C. și Pamela Horton Peck.
În ziua de 10 aprilie 1861, Peck s-a căsătorit cu Mary C. Sliter (d. 26 februarie 1912). Soții au avut doi fii. Harry (n. 1863) și Charles (n. 1870). 

## Biografie

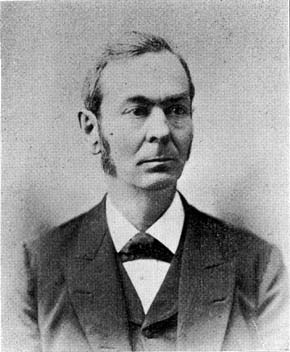
Charles Horton Peck pe la 1880

Peck a frecventat mai întâi școala locală într-o colibă de bârne. De abia la vârsta de 18 ani s-a înscris la Albany State Normal School („Școala normală de stat din Albany”), foarte interesat de lecțiile în botanică. Deja un an mai târziu, în 1852, a absolvit școala, lucrând în urmă la ferma tatălui său. Dar după numai câteva luni a continuat studiile, înscriindu-se la Sand Lake Collegiate Institute (o școală superioară), în acest timp predând și ore la Schrem’s Collegiate Institute, iar apoi, în 1855, la universitatea privată Union College cu specializarea în limbile clasice. După ce a gradat în Bachelor of Arts (1859), a fost angajat de fosta sa școală Sand Lake Collegiate Institute, unde a predat limba latină și  greacă, botanica precum matematica. Dar și-a continuat de asemenea studiile la universitate, unde a obținut în sfârșit diploma de Master of Arts. 
Din 1862, profesorul a schimbat serviciul, fiind angajat de Classical Institute of Albany, unde a  predat matematica și limbile clasice.
În 1867, a fost ales membru în New York State Cabinet of Natural History („Cabinetul pentru Istorie Natură al Statukui New York”).
Peck a avut un susținător proeminent, anume pe George W. Clinton (1807-1885), între altele naturalist, procuror al Statelor Unite pentru Districtul de Nord din New York precum rector și vice-cancelar al consiliului al ' University of the State of New York. Cu mare probabilitate el a asigurat numirea profesorului ca State Botanist (Botanist al Statului) în 1883.
Peck a dezvoltat un  interes deosebit pentru micologie. Astfel a descris 2500-3000 de specii noi de ciuperci, publicând articolele respective fie în Buletinul Muzeului de Stat, fie în raportul său anual. A determinat prima s-a specie nouă, Septonia viridetinges, în 1873. În plus, față de numeroasele sale descrieri individuale, el a elaborat monografii despre familiile Agaricaceae, Boletaceae și Hydnaceae pentru toată America de Nord. Dar, la sfârșitul anilor 1870 și începutul anilor 1880, speciile descrise de el au fost luate sub foc de micologii britanici, deoarece, pe de o parte nu aveau cum sa obțină buletinele de stat din New York (în care savantul și-a publicat descrierile), pe de altă parte, pentru că Peck a refuzat împrumutul de specii din ierbarul statul. Într-o serie de scrisori în cunoscutul jurnal Grevillea, au exprimat, în frunte cu renumitul Mordecai Cubitt Cooke, preocupările de această natură cu Peck ca un prim exemplu, articulând mai multe dintre problemele referitoare la cerințele pe atunci actuale de publicare valabilă și efectivă a taxonilor de care Peck nu s-a ținut. Peck nu pare să fi acordat nici o atenție acestor plângeri. Cu Cooke însă s-a înfrățit după câțiva ani, iar după acea a început o corespondență îndelungată între cei doi oameni de știință, privind obiecte micologice.
Peck a lucrat mult la loc în aer liber pentru a descrie și a schița exemplare noi și interesante în timp ce erau încă în stare proaspătă. Mai mult de 1.000 din aceste desene se află în colecția Muzeului de Stat din New York. A făcut chiar și microscopie pe teren purtând un microscop portabil cu el. Deseori a uscat mostrele mai mari la soare. Buretii au fost mai preparați și  anexați unui herbar. Majoritatea colecțiilor inițiale ale lui Peck au fost tratate cu un amestec de sublimat coroziv (clorură de mercur), eter dietilic, terebentină și alcool pentru a anihila insectele și mucegaiul nedorit. Pentru cele multe excursii necesare a luat mereu tenul până la destinația aleasă. O zonă pe care a vizitat-o de mai bine de 25 de ori este comuna North Elba în Comitatul Essex, în inima Munțiilor Adirondack, unde, în 1893, a urca, ca prima persoană cunoscută, pe Muntele Wright.

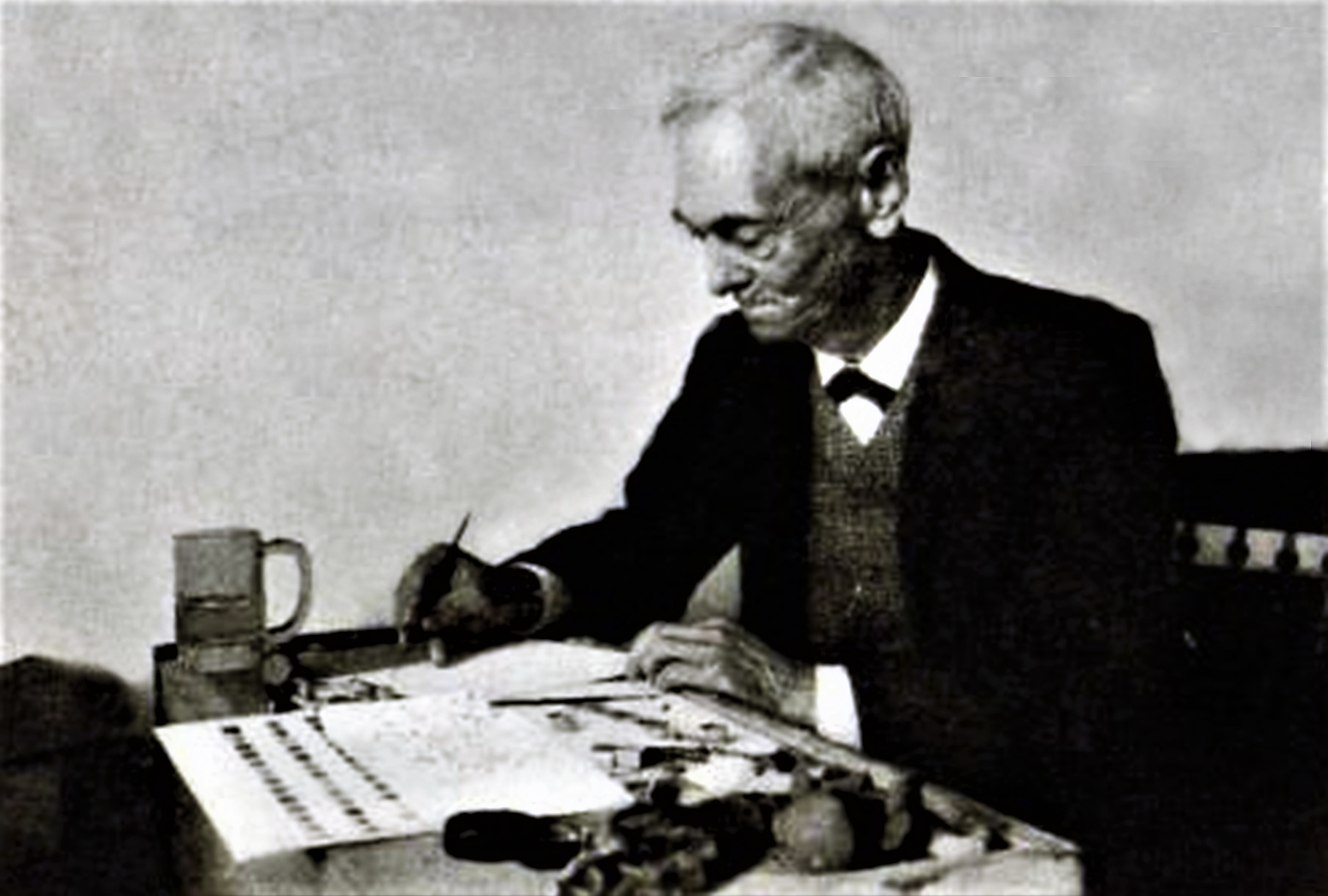
C. H. Peck desenând bureți, pe la 1910

În 1908 a fost onorat cu titlul Doctor honoris causa prin fosta sa universitate Union College.
După un accident vascular cerebral ușor în 1912, a suferit un an mai târziu unul foarte grav, ce la silit să-și demisioneze poziția (acceptată de abia în 1915) și în urmă, ca efect întârziat, a fost cauza morții lui doi ani mai târziu.
Peck, care a fost autodidact în identificarea ciupercilor, a lucrat patruzeci și opt de ani și a lăsat nu numai un patrimoniu de 2700 de specii noi identificate de ciuperci, ci, de asemenea peste 4000 de pagini de publicații (mereu în jurnale științifice, carte nu a scris), conținând descrierile de aproximativ 36000 exemplare. Interesul său major a fost dedicat familiei Agaricaceae, dar a descris și multe specii din alte familii. Din 1869 până în 1908, a raportat un indice de 2485 specii noi descrise și, între 1909 și 1915, a descris 249 de specii noi. Savantul a fost un botanist general uimitor, a cărui activitate și publicații nu acoperiseră doar domeniul ciupercilor, ci, de asemenea, cel al mușchilor (deja în 1864), ferigilor și spermatofitelor.
Nu a fost nici primul micolog american, nici nu a scris o carte definitivă pe această temă, totuși a fost o figură centrală în micologia americană pentru cea mai mare parte a vieții sale profesionale, iar lucrarea lui tot mai manifestă o influență nu de ignorat asupra micologiei.

## Onoruri
Savantul a fost membru mai multor societăți științifice, între altele:
- American Association for the Advancement of Science
- Botanical Society of America
- National Geographic Society
- New York State Cabinet of Natural History (1867)
- Torrey Botanical Club
- Volvariella peckii (G.F.Atk.) Shaffer (1957)

## Genuri și specii descrise de Peck (selecție)

### Genuri
- Cryptoporus
- Massospora
- Underwoodia

### Specii (mică selecție)
În urmare o listă incompletă cu specii descrise de Peck: 
| - Agaricus abruptibulbus - Agaricus abscondens - Agaricus abundans - Agaricus acericola - Agaricus adirondackensis - Agaricus admirabilis - Agaricus aggericola - Agaricus albissimus - Agaricus albocrenulatus - Agaricus alboflavidus - Agaricus albogriseus - Agaricus alboides - Agaricus alluviinus - Agaricus amabilipes - Agaricus amabillissimius - Agaricus placomyces - Agaricus silvicola - Agrocybe acericola - Agrocybe angusticeps - Agrocybe arenaria - Agrocybe edulis - Agrocybe firma - Agrocybe howeana - Agrocybe illicita - Agrocybe lenticeps - Agrocybe platysperma - Agrocybe pruinatipes - Agrocybe sororia - Agrocybe vermiflua - Amanita abrupta | - Amanita bivolvata - Amanita brunnescens - Amanita calyptrata - Amanita calyptrata var. albescens - Amanita calyptratoides - Amanita candida - Amanita chlorinosma - Amanita crenulata' - Amanita elongata - Amanita frostiana var. frostiana - Amanita frostiana var. pallidipes - Amanita glabriceps - Amanita magnivelaris - Amanita morrisii - Amanita multisquamosa - Amanita muscaria var. alba - Amanita ocreata - Amanita parcivolvata - Amanita pellucidula (cu Banning) - Amanita phalloides var. striatula - Amanita placomyces - Amanita prairiicola - Amanita praticola - Amanita radicata - Amanita spreta - Amanita submaculata - Amanita velosa - Amanita volvata - Boletus auriporus - Boletus ornatipes | - Boletus vermiculosus - Cantharellus minor - Clavulina amethystinoides (Peck) Corner (1950) - Clavulina ornatipes (Peck) Corner (1950) - Clitocybe ectypoides - Cortinarius corrugatus - Drudeola sarraceniae (cu Clinton) - Gymnopilus luteus - Hygrophorus sordidus - Hygrophorus speciosus Peck (1878) - Hypomyces polyporina - Inocybe bulbosa Peck (1909) - Inocybe mutata - Lactarius atroviridi - Lactarius deceptivus - Lactarius griseus - Lactarius rimosellus - Leccinum rugosiceps - Leucoagaricus americanus - Leucoagaricus rubrotinctus - Lycoperdon rimulatum - Lycoperdon subincarnatum - Morchella angusticeps - Nolanea salmonea - Nolanea stricta - Peckia clintonii - Peckiella banningiae - Peckiella camphorati - Peckiella hymenii - Peckiella hymenioides - Peckiella transformans - Peckiella xylophila - Peckifungus elongatipes | - Peckifungus entomophilus - Pluteus admirabilis Peck (1885) - Pluteus granularis Peck (1885) - Pluteus longistriatus (Peck) Peck (1885) - Pluteus sterili-marginatus Peck (1885) - Psathyrella longipes - Russula abietina - Russula aeruginascens - Russula albella - Russula albida - Russula albidula - Russula anomala - Russula atropurpurea - Russula balloni - Russula balloui - Russula ballouii - Russula basifurcata - Russula blackfordae - Russula brevipes - Russula chamaeleontina var. umbonata - Russula crustosa - Russula earlei - Russula eccentrica - Russula flaviceps - Russula foetentula - Russula granulata - Russula luteobasis - Russula magnifica - Russula mariae - Russula modesta - Russula nigrescentipes | - Russula nigrodisca - Russula ochrophylla - Russula palustris - Russula pectinatoides - Russula polyphylla - Russula pulverulenta - Russula pusilla - Russula rubrotincta - Russula rugulosa - Russula serissima - Russula simillima - Russula sordida - Russula squalida - Russula subdepallens - Russula subsordida - Russula subvelutina - Russula uncialis - Russula ventricosipes - Russula viridella - Russula viridipes - Suillus americanus - Suillus punctipes - Suillus brevipes - Suillus pictus - Tylopilus eximius - Tylopilus indecisus - Xerula furfuracea |

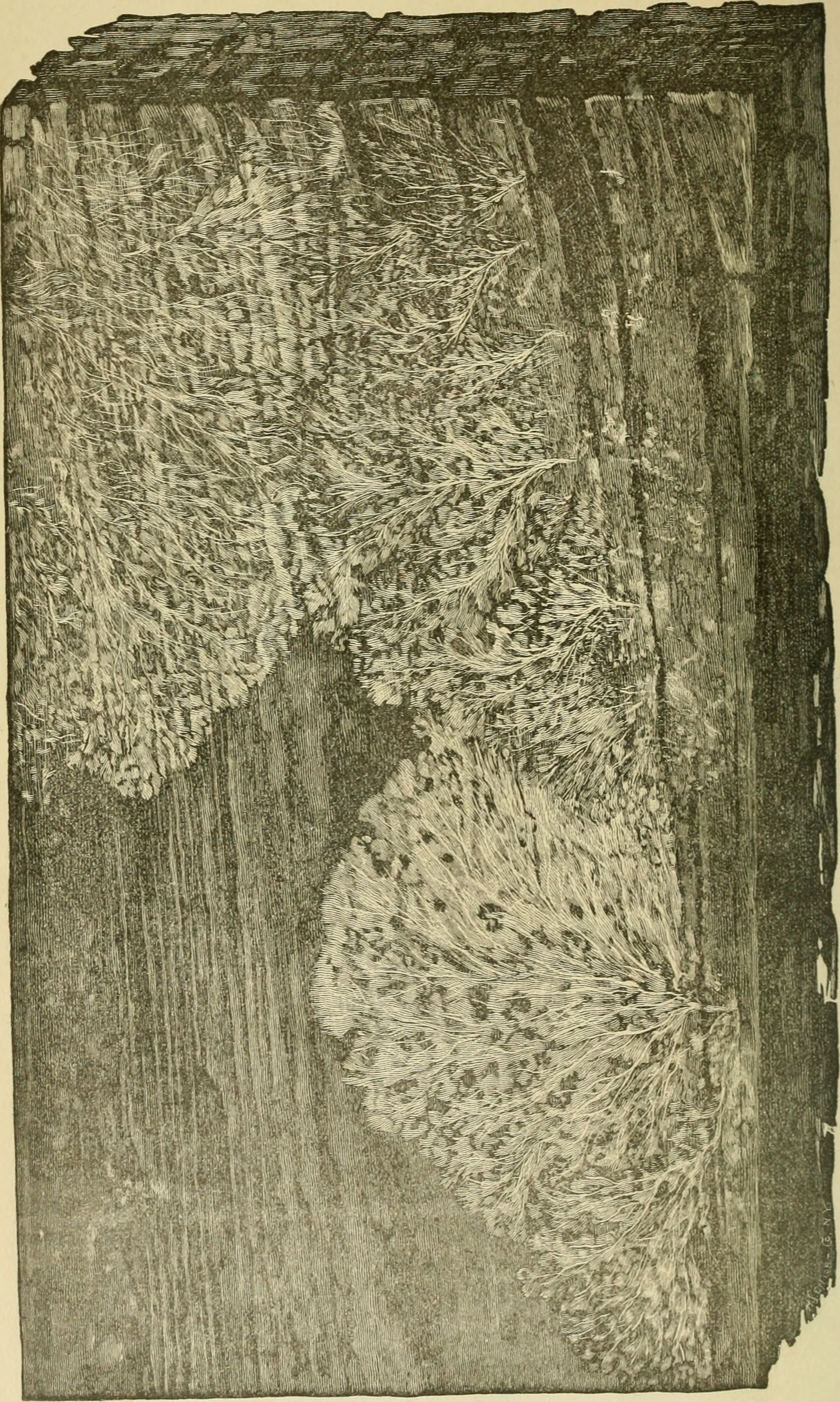
Miceliul Polyporus radula
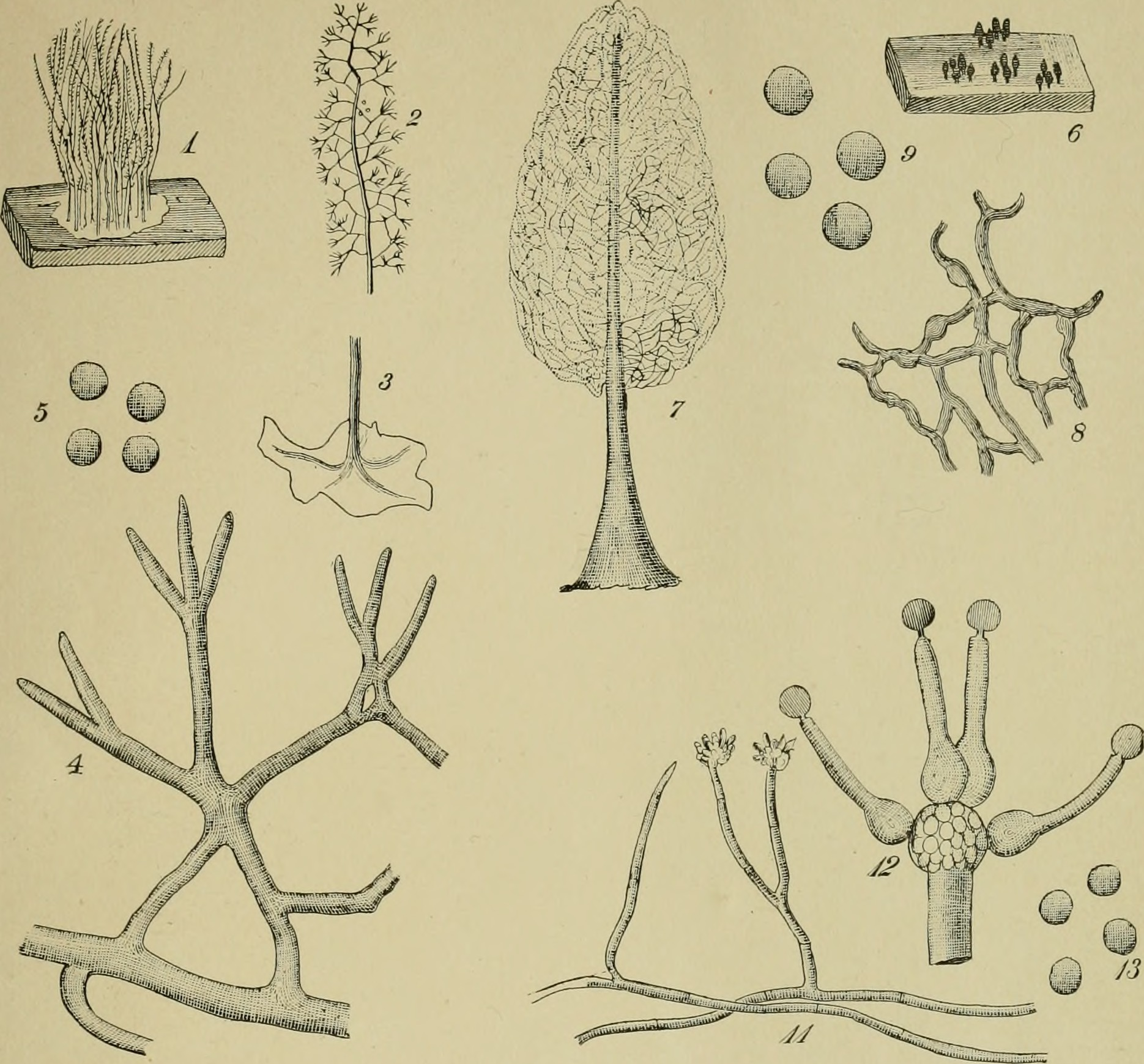
Diverse ciuperci, dezvoltare
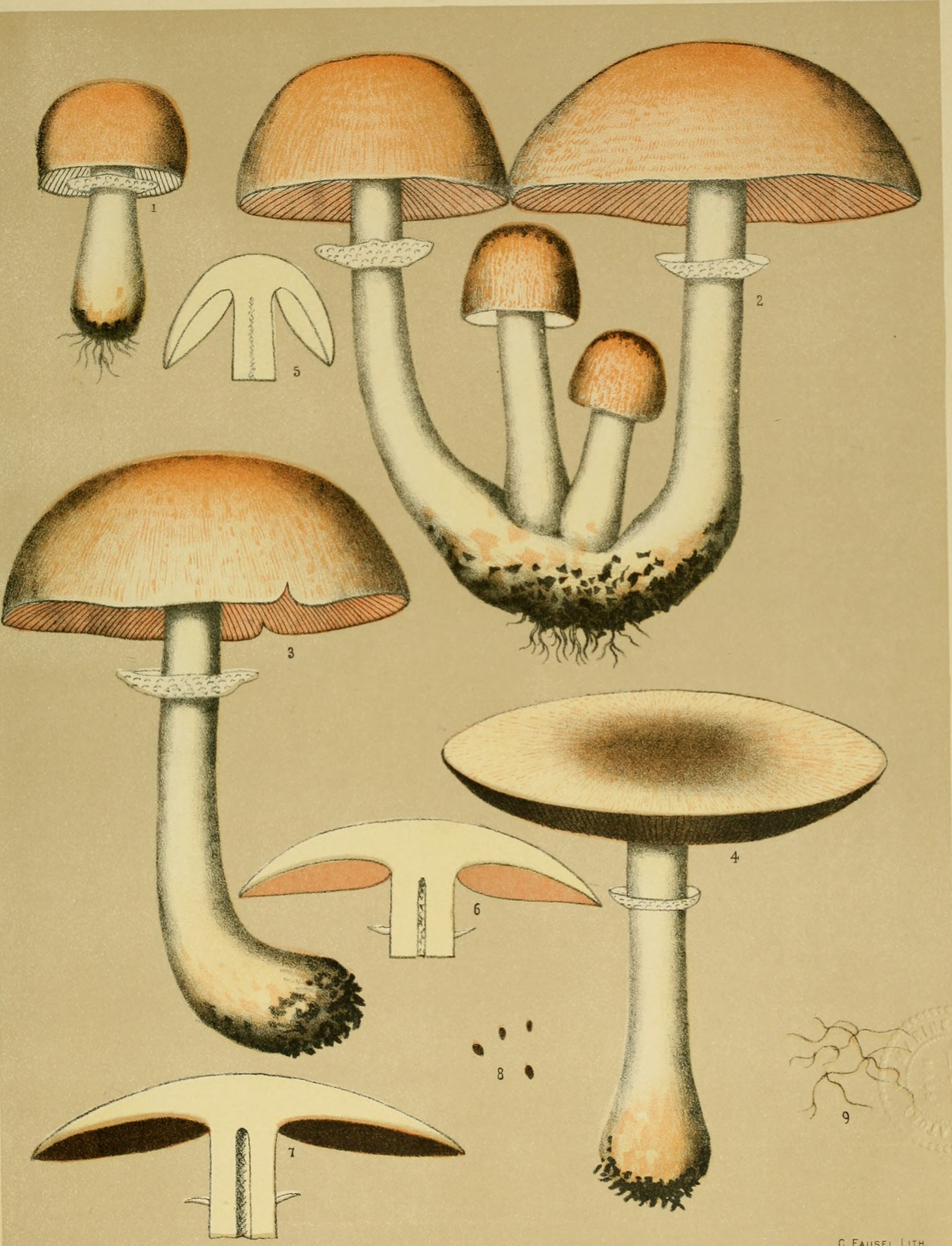
Peck: Agaricus subrufescens
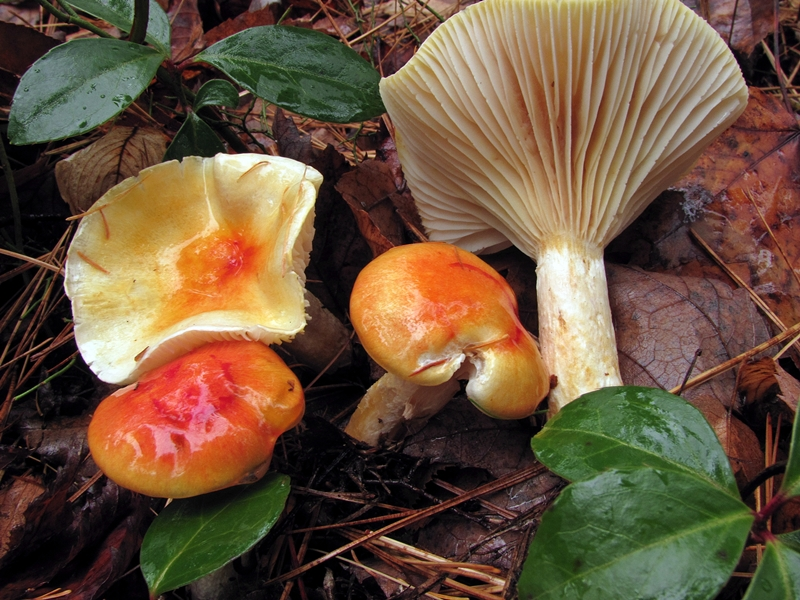
Peck: Hygrophorus speciosus

## Publicații (selecție)
| - "New York species of Omphalia", în: "Reports of the State Botanist of New York" - "Boletus bicolor article", în: "Annual Report of the New York State Museum", vol. 24, p. 78 (1872) - "Boletus ornatipes article", ", în: "Annual Report of the New York State Museum", vol. 24, 29 p. 67 - "New York species of Lycoperdon", în: "Reports of the State Botanist of New York", vol. 32, p. 58-72 (1879) - "Boletus sensibilis article" in Annual Report of the New York State Museum 32 p. 33 (1879) - "New York species of Amanita", în: "Reports of the State Botanist of New York", vol. 33, pp. 38-49 (1880) - "New York species of Lepiota", în: "Reports of the State Botanist of New York", vol. 35, pp. 150-164 (1882) - "New York species of Psalliota", în: "Reports of the State Botanist of New York", vol. 36, p. 41-49 (1883) - "New York species of Lactarius", în: "Reports of the State Botanist of New York", vol. 38, p. 111-133 (1884) - "New York species of Pluteus", în: "Reports of the State Botanist of New York", vol. 38, p. 133-138 (1884) - "New York species of Pleurotus, Claudopus and Crepidotus", în: "Reports of the State Botanist of New York", vol. 39, p. 58-73 (1885) - "Cantharellus", în: Bulletin of the Torrey Botanical Club", vol. 2, p. 34-43 (1887) - "Craterellus", în: Bulletin of the Torrey Botanical Club", vol. 2, p. 44-48 (1887) - "Boletinus", în: Bulletin of the Torrey Botanical Club", vol. 2, p. 74-80 (1889) - "Boleti of the United States", în: Bulletin of the Torrey Botanical Club", vol. 2, p. 74-80 (1889) - "Strobilomyces", în: Bulletin of the Torrey Botanical Club", vol. 2, p. 158-159 (1889) - "New York species of Clitopilus", în: "Reports of the State Botanist of New York", vol. 42, p. 39-46 (1889) - "New York species of Armillaria", în: "Reports of the State Botanist of New York", vol. 43 p. 40-45 (1890) - "New York species of Tricholoma", în: "Reports of the State Botanist of New York", vol. 44, p. 38-64 (1891) - "New York species of Pluteolus", în: "Reports of the State Botanist of New York", vol. 46, p. 58-61 (1893) - "New York species of Galera", în: "Reports of the State Botanist of New York", vol. 46, p. 61-69 (1893) - "New York species of Collybia", în: "Reports of the State Botanist of New York", vol. 49, p. 32-55 (1896) - "New York species of Flammula", în: "Reports of the State Botanist of New York", vol. 50, p. 133-142 (1897) | - "New York species of Russula", în: "Reports of the State Botanist of New York", vol. 116 p. 67-117 (1906) - "New York species of Hygrophorus", în: "Reports of the State Botanist of New York", vol. 60, p. 47-67 (1907) - "New York species of Russula", în: "Reports of the State Botanist of New York", vol. 60, p. 67-98 (1907) - "New York species of Pholiota", în: "Reports of the State Botanist of New York", vol. 61 p. 141-58 (1908) - "New York species of Lentinus", în: "Reports of the State Botanist of New York", vol. 62 p. 42-47 (1909) - "New York species of Entoloma", în: "Reports of the State Botanist of New York", vol. 62 p. 47-58 (1909) - "New York species of Inocybe", în: "Reports of the State Botanist of New York", vol. 63 p. 48-67 (1910) - "New York species of Hebeloma", în: "Reports of the State Botanist of New York", vol. 63 p. 67-77 (1910) - "New York species of Hypholoma", în: "Reports of the State Botanist of New York", vol. 64 p. 84-86 (1911) - "New York species of Psathyra", în: "Reports of the State Botanist of New York", vol. 64 p. 86-88 (1911) - "New York species of Clitocybe", în: "Reports of the State Botanist of New York", vol. 65 p. 59-89 (1912) - "New York species of Laccaria", în: "Reports of the State Botanist of New York", vol. 65 p. 90-93 (1912) - "New York species of Psilocybe", în: "Reports of the State Botanist of New York", vol. 65 p. 94-105 (1912) |